# Mercuriale di Forlì
San Mercuriale (fl. IV secolo) è tradizionalmente indicato come il primo vescovo di Forlì, di origine armena come confermano le analisi sui suoi resti condotte nel 2019, anche se l'unica notizia storica che si ha di lui è che fu presente al concilio di Rimini del 359.
È venerato come santo dalla Chiesa cattolica e dalla Chiesa ortodossa.

## Biografia

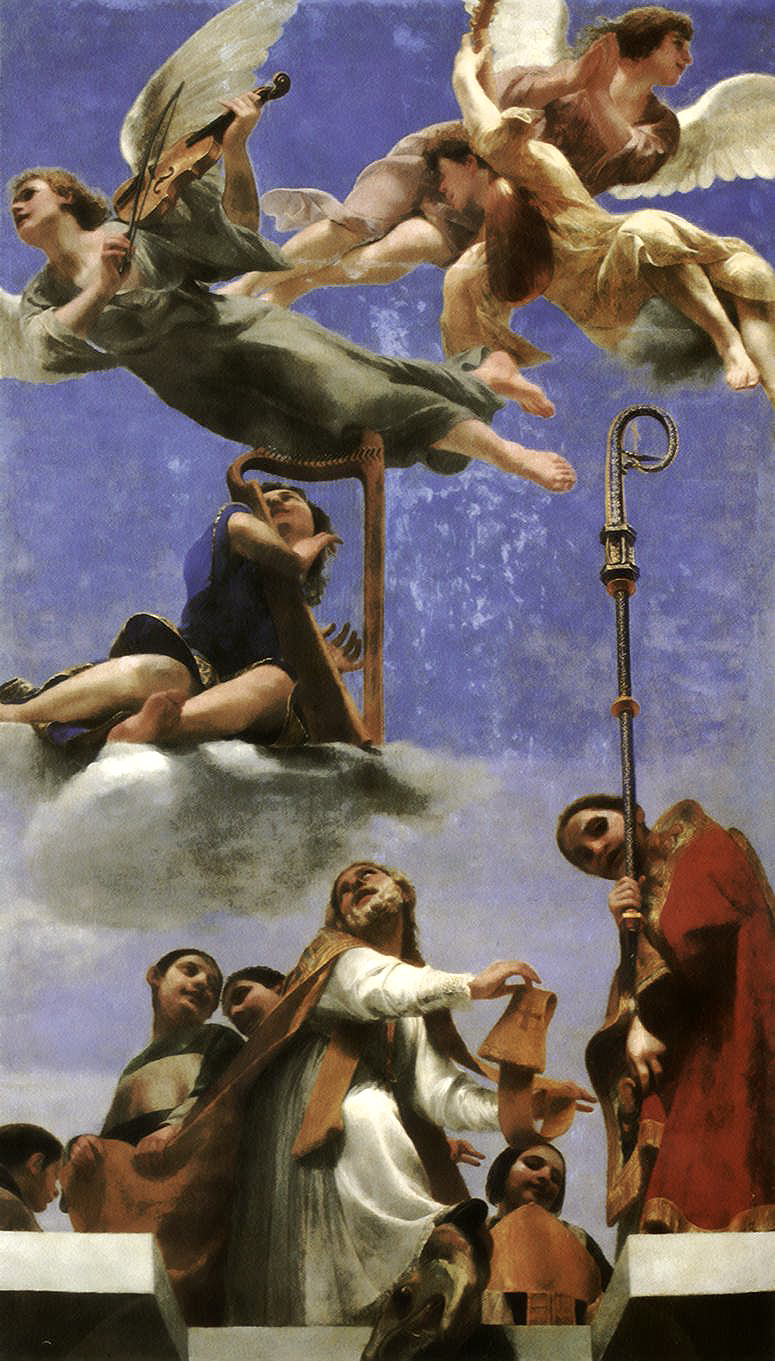
Gloria di san Mercuriale di Guido Cagnacci, Pinacoteca Civica di Forlì

La leggenda agiografica gli attribuisce due imprese: l'uccisione di un drago, ragion per cui l'iconografia spesso lo rappresenta proprio in tale atto, e la liberazione di molti forlivesi che i Visigoti stavano deportando in Spagna.
La tradizione vuole che, tra l'altro, abbia anche fondato la chiesa oggi nota come Chiesa di Santa Maria in Laterano in Schiavonia.
Fra i suoi collaboratori, vengono ricordati san Grato, diacono, e san Marcello, suddiacono, nonché il segretario, Tito Merenda, che sarebbe un discendente della romana Gens Antonia e l'antenato della nobile famiglia dei Merenda di Forlì.

Il Martirologio Romano ne fissa la memoria al 30 aprile: 
  Il corpo del santo riposa a Forlì nell'abbazia di San Mercuriale, mentre la sua testa è esposta in una teca custodita presso la chiesa della Santissima Trinità di Forlì.

## Luoghi di culto
- Forlì: abbazia di San Mercuriale
- Pistoia: monastero di San Mercuriale (oggi palazzo del tribunale e area archeologica), attestata dal 940.
- Ravenna: chiesa di San Mercuriale, non più esistente, ma attestata a partire dal 948.
- Rocca San Casciano, in località Villa Renosa: parrocchia di San Mercuriale, esistente dal Medio Evo al XIX secolo.

## Mercuriale nelle arti
- Baldassarre Carrari il Giovane, Incoronazione della Vergine e i santi Benedetto, Mercuriale, Giovanni Gualberto e Bernardo Uberti (1512)
- Bernardino del Signoraccio, Madonna col Bambino e i santi Mercuriale e Benedetto (datata 1493), dipinto su tavola conservato presso la basilica della Madonna dell'Umiltà di Pistoia
- Ludovico Cardi detto "il Cigoli", San Mercuriale uccide il drago (Forlì)
- Guido Cagnacci, Gloria di san Mercuriale (dipinto 1642-43), Forlì, Pinacoteca civica.